# Neoscona polyspinipes
Neoscona polyspinipes is een spinnensoort in de taxonomische indeling van de wielwebspinnen (Araneidae).
Het dier behoort tot het geslacht Neoscona. De wetenschappelijke naam van de soort werd voor het eerst geldig gepubliceerd in 1990 door Chang-Min Yin et al..